# Karpińsk
Karpińsk (ros. Карпинск, do 1941 Bogosłowsk) – miasto w azjatyckiej części Rosji, w obwodzie swierdłowskim, nad rzeką Turią (dopływem Obu), liczy 31.216 mieszkańców (2002); ośrodek wydobycia węgla brunatnego; przemysłu maszynowego i materiałów budowlanych. W latach 1946−1994 w mieście był eksploatowany tramwaj.